# The Middle Ages Trilogy
The Middle Ages Trilogy – box set heavymetalowej grupy Grave Digger, zawierający całą trylogię nawiązującą do historii średniowiecza: Tunes of War opowiadający historię Szkocji, Knights of the Cross - historię Zakonu Templariuszy oraz Excalibur - czasy Króla Artura.

## Lista utworów

### Tunes of War
1. The Brave – 2:23
2. Scotland United – 4:35
3. The Dark of the Sun – 4:33
4. William Wallace (Braveheart) – 5:01
5. The Bruce (The Lion King) – 6:58
6. The Battle of Flodden – 4:06
7. The Balld of Mary (Queen of Scots) – 5:00
8. The Truth – 3:50
9. Cry for Freedom (James the VI) – 3:17
10. Killing Time – 2:53
11. Rebellion (The Clans Are Marching) – 4:05
12. Culloden Muir – 4:08
13. The Fall of the Brave – 1:56

### Knights of the Cross
1. Deus Lo Vult – 2:28
2. Knights of the Cross – 4:36
3. Monks of War – 3:38
4. Heroes of this Time – 4:10
5. Fanatic Assassins – 3:41
6. Lionheart – 4:33
7. The Keeper of the Holy Grail – 5:57
8. Inquisition – 3:48
9. Baphomet – 4:13
10. Over the Sea – 3:51
11. The Curse of Jacques – 4:53
12. The Battle of Bannockburn – 6:42

### Excalibur
1. The Secrets of Merlin – 2:38
2. Pendragon – 4:21
3. Excalibur – 4:46
4. The Round Table (Forever) – 5:10
5. Morgane Le Fay – 5:16
6. The Spell – 4:39
7. Tristan's Fate – 3:39
8. Lancelot – 4:45
9. Morderd's Song – 4:01
10. The Final War – 4:02
11. Emerald Eyes – 4:05
12. Avalon – 5:50

### Bonus
1. Witchhunter
2. Heavy Metal Breakdown
3. Children of the Grave
4. Parcival

## Twórcy
- Chris Boltendahl – śpiew
- Uwe Lulis – gitara
- Tomi Gottlich – gitara basowa (na Tunes of War)
- Jens Becker – gitara basowa
- Stefan Arnold – perkusja
- Hans Peter Katzenburg – instrumenty klawiszowe
- Scott Cochrane – dudy (na Tunes of War)